# 郭處靖
郭處靜，江西吉安府吉水縣人，明朝政治人物、進士出身。

## 生平
永樂十三年，登進士，授監察御史。